# Sole che nasce, sole che muore/Il tempo dell'amore verde
Sole che nasce, sole che muore/Il tempo dell'amore verde è il quinto singolo di Marcella, pubblicato su vinile a 45 giri nel 1972.

## Tracce

### Lato A
- Sole che nasce, sole che muore - 3:04 - (Giancarlo Bigazzi - Gianni Bella)

### Lato B
- Il tempo dell'amore verde